# اوسیتزکی ۷۵۸۴
سیارک ۷۵۸۴ (به انگلیسی: 7584 Ossietzky، نامگذاری:1991GK10) هفت هزار و پانصد و هشتاد و چهارمین سیارک کشف شده‌است که در ۹ آوریل ۱۹۹۱ کشف شد.
قدر مطلق سیارک برابر ۱۳٫۳۰ است.